# Josef Hartmann (Politiker, 1942)
Josef Hartmann (* 21. Februar 1942; † 1. Mai 2009) war ein Schweizer Politiker (CVP). Er war von 1993 bis 2000 Stadtammann von Wil und Mitglied im St. Galler Kantonsrat.

## Herkunft, Ausbildung, Beruf
Hartmann arbeitete als Berufsschullehrer.

## Politik
1984 wurde Hartmann in das erste Wiler Stadtparlament gewählt. 1989 war er Parlamentspräsident. 1988 wurde Hartmann in den St. Galler Kantonsrat gewählt und blieb dort bis 2002 Mitglied. 1992 wurde Hartmann im zweiten Wahlgang als Stadtammann gewählt. Im ersten Wahlgang setzte er sich gegen einen weiteren Kandidaten der CVP, Bruno Gähwiler, durch. Dieses Amt hatte er für acht Jahre inne. 2000 wurde er von Bruno Gähwiler in einer Kampfwahl geschlagen.

## Privates
Hartmann war begeisterter Schütze. Hartmanns Tochter Susanne war von 2013 bis 2020 ebenfalls Stadtpräsidentin von Wil. Seit 2020 ist sie ausserdem Regierungsrätin des Kantons St. Gallen.